# 군주 (애니메이션)
《군주》는 대한민국의 온라인 게임이자 군주온라인을 원작으로 한 대한민국의 애니메이션이다. 스튜디오 애니멀이 제작을 맡았다. 총 2쿨 26화이고 편 당 시간 22분 기획으로, 1화까지는 완성되었으나, 제작비 문제로 제작이 중단된 상태이다.